# Аревало, Карлос
Карлос Аревало Лопес (исп. Carlos Arévalo López; род. 6 декабря 1993, Бетансос, Галисия) — испанский гребец на байдарках, двукратный призёр летних Олимпийских игр 2020 и 2024 годов, двукратный чемпион мира и чемпион III Европейских игр 2023 года. Участник летних Олимпийских игр 2020 и 2024 годов. Рядовой 3-го пехотного полка «Принсипе».

## Карьера
В 2019 году на чемпионате мира в Сегеде в байдарках-четвёрках на дистанции 500 метров завоевал серебряную медаль.
На летних Олимпийских играх 2020 года в Токио, испанец в составе четвёрки байдарочников завоевал олимпийское серебро, уступив только команде Германии.
В 2022 году на чемпионате мира в Канаде завоевал два чемпионских титула. Одержал победы в байдарках-четвёрках на 500 метров и в байдарках-одиночках на 200 метров.
В 2023 году принял участие в III Европейских играх в Кракове. В составе испанской четвёрки завоевал золотую медаль.
На летних Олимпийских играх 2024 года в Париже испанец завоевал бронзовую медаль в байдарках-четвёрках на дистанции 500 метров.
В 2025 году на чемпионате Европы в Рачице в байдарках-одиночках на дистанции 200 метров завоевал бронзовую медаль. 